# Вірджинюс Шикшніс
Вірджинюс Шикшніс (нар. 26 січня 1956 року) — литовський біохімік.

## Біографія
В. Шикшніс вивчав органічну хімію у Вільнюському університеті, здобувши ступінь магістра в 1978 році, потім переїхав на навчання до Московського державного університету імені Ломоносова, де вивчав кінетику ферментів і отримав ступінь кандидата наук в 1983 році З 1982 по 1993 рік працював в Інституті прикладної ензимології у Вільнюсі. У 1993 році був запрошений в якості науковця до лабораторії професора Роберта Губера в Інституті Біохімії наукового товариства Макса-Планка, Мартінсрід, Німеччина. З 1995 року Шикшніс є головним науковцем та завідувачем відділу взаємодій білків-ДНК Інституту біотехнологій Вільнюського університету, з 2006-го він є професором Вільнюського університету та членом Литовської академії наук, з 2007 — головою ради Інституту біотехнологій.

## Дослідження
Сфера наукових інтересів В. Шикшніса включає структурно-функціональні взаємозв'язки ферментів, що беруть участь в метаболізмі нуклеїнових кислот. Шикшніс та члени його лабораторії проводять біохімічні, біофізичні та структурні дослідження білків, що беруть участь у противірусному захисті бактерій , включаючи ендонуклеази рестрикції та системи CRISPR-Cas. Він є співавтором понад 90 наукових публікацій та подав 5 заявок на патенти. Більше двох десятиліть лабораторія Шикшніса була зосереджена на ендонуклеазах рестрикції. Спільно з колегами з Великої Британії, Польщі, Німеччини та інших країн Шикшніс провів біохімічні дослідження понад 20 ендонуклеаз рестрикцій та розв'язав приблизно одну третину (~ 15 з ~ 50) наявних в даний час третинних структур ендонуклеази рестрикції, деякі з них у співпраця з лауреатом Нобелівської премії професором Робертом Губером.

### Публікація CRISPR-Cas
З 2007 року Шикшніс зосередився на механістичних дослідженнях CRISPR-Cas, нещодавно відкритих бактеріальних противірусних систем, і одним із перших продемонстрував програмоване розщеплення ДНК білком Cas9. За словами В.Шікшніса, редакція академічного журналу його статтю навіть не розглядала як серйозну і не надсилала рецензентам. Мартін Шлак повідомив, що 18 квітня 2012 року Шикшніс подав свою статтю, що описує розщеплення ДНК Cas9, до Cell Reports. Після її відхилення без рецензування, він надіслав його PNAS через місяць, і це зайняло кілька місяців для огляду та публікації. Тим часом Дженніфер Дудна та Еммануель Шарпентьє опублікували свої висновки в Science, де їх результати були розглянуті та прийняті протягом двох тижнів.
Технологія редагування геному на основі Cas9 отримала ліцензію на DuPont.

## Почесні відзнаки та нагороди
- 2001 Литовська державна наукова премія (з доктором Саулюс Клімашаускас)
- 2004—2005 Литовська державна стипендія
- 2012 Нагорода ректора Вільнюського університету
- 2015 . Премія Святого Христофора за заслуги в галузі науки від міської ради Вільнюса
- Премія Фонду Уоррена Альперта за 2016 рік
- 2016 асоційоване членство в EMBO
- Премія Кавлі (2018)[12][13]